# The Welcome Burglar
«The Welcome Burglar» — американский короткометражный драматический фильм Дэвида Уорка Гриффита.

## Сюжет
Фильм рассказывает об обычной деревенской девушке по имени Алиса Пирс, влюблённой в жестокого Бена Харриса. В силу своей доверчивой натуры она решается сбежать вместе с ним. Но в скором времени Бену надоедает она и он бросает её...

## В ролях
| Актёр            | Роль       |
| ---------------- | ---------- |
| Мэрион Леонард   | Элис Пирс  |
| Гарри Солтер     | Бен Харрис |
| Чарльз Инсли     | муж        |
| Линда Арвидсон   | служанка   |
| Эдвин Аугуст     |            |
| Эдвард Диллон    |            |
| Джордж Гебхардт  |            |
| Роберт Херрон    |            |
| Анита Хендри     |            |
| Артур В. Джонсон |            |